# Thomas Charnock

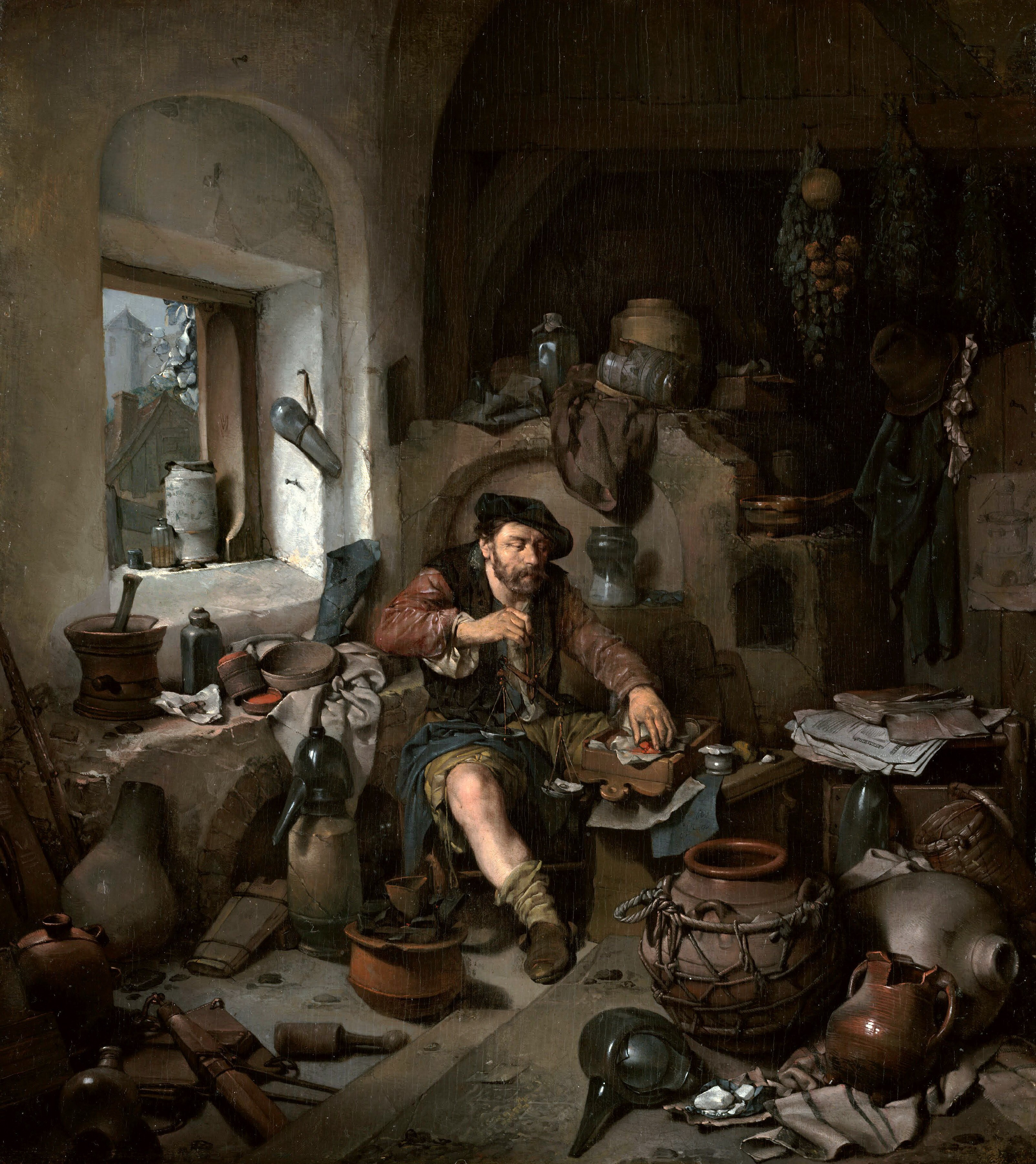
O Alquimista, por Cornelis Pieterszoon Bega

Thomas Charnock (* 1516/1524/1526 Faversham, Kent);  - † 1581); foi um alquimista inglês e ocultista que dedicou sua vida à busca da Pedra Filosofal. Ao lado de John Dee, Charnock é um dos alquimistas mais conhecido da era elisabetana. 

## Vida
Natural da ilha de Thanet , Charnock passou a maior parte da sua vida em Combwich , uma pequena aldeia na Península de Stewart , perto de Bridgwater, no oeste da Inglaterra. O ano de nascimento está relatado em um de seus manuscritos datado de 1574, quando ele escreve que tem 50 anos de idade. Seus cadernos, não publicados, são úteis, não apenas para uma compreensão das atitudes elisabetanas em relação à alquimia em geral, mas para a percepção que eles dão à vida e aos pensamentos de Charnock. Por sua própria conta, ele viajou por toda a Inglaterra antes de se estabelecer em Oxford . Lá ele conheceu um espiritualista chamado James S., que morava em Salisbury , que morreu em 1554 e fez dele seu pupilo.
Ele descreveu as dificuldades que encontrou na tentativa de decifrar textos medievais em inglês sobre alquimia, que eram "tão bons para mim quanto eu havia escolhido uma rede para a língua da nação que habita a quarta parte do mundo." chamado América ".
Um trabalho mais alquímico foi interrompido por conta da guerra contra o rei da França Henrique II. Participou (alívio de Calais que na época caiu novamente para os franceses, em  8 de janeiro de 1558, cidade que era governada por Maria I da Inglaterra e Felipe II da Espanha. Um juiz da paz, que era hostil a ele, organizou sua convocação. Por frustração, ele esmagou seus aparelhos com o machado. Apenas sete anos depois, ele voltou da guerra. Ele possuía o segredo da Pedra Filosofal, mas diz ter queimado as anotações em 1555
Além das habituais preocupações de sua profissão, ele também tinha um interesse, amador, na exploração do Atlântico , e em seu estudo ele tinha um astrolábio, mapas, um globo e outros instrumentos de navegação.
Seu interesse pela alquimia provavelmente nasceu quando ele herdou a biblioteca alquímica de seu tio, também chamado Thomas Charnock, o confessor de Herique VII, monge do mosteiro dominicano dos Blackfriars em Londres e também alquimista. Segundo informações, Charnock era um estudioso, mas sem treinamento ( estudioso iletrado ). O interesse de Thomas pelo tema parece ter sido estimulado quando ele herdou os livros de seu tio enquanto era adolescente.
Embora ele tenha se casado em 1562, com Agnes Norden, com quem teve dois filhos, ele preferiu a vida de solidão acadêmica, o que deixou claro no preâmbulo do tratado que escreveu para Elizabeth I. Ele se estabeleceu em Stockland Bristol, uma vila e paróquia civil no distrito Sedgemoor de Somerset , entre Bridgwater e a Península Steart em Somersetshire e depois na aldeia de Combwich , na mesma península Steart. Lá ele tinha um laboratório de alquimia, que ele operou até sua morte em 1581. 
Charnock era da opinião de que alguém teria que viver em solidão quando em busca pela Pedra Filosofal e, em seu caso, isso foi, em grande parte, impedido por "necessidades mundanas", e que a dita Pedra é reservada para homens que têm o dom da "solidão". Pela longa busca pela Pedra Filosofal. Os vizinhos em sua aldeia desconfiaram dele e ele uma vez, sem outra alternativa, pediu a Elizabeth que lhe permitisse continuar suas experiências de alquimia na Torre de Londres , ou outro "lugar solitário". Isso provavelmente foi estimulado pela hostilidade de seus vizinhos, que o obrigaram a se barricar em seu chalé. Parece óbvio, pela hostilidade que ele gerou localmente, que seus vizinhos tinham medos supersticiosos profundos, que Charnock fez muito para encorajar, descrevendo a si mesmo como um mago , bem como um filósofo, que dominava "termos obscuros e nebulosos". O pedido foi mal sucedido, porque a rainha Elizabeth já empregava alguns alquimistas (na Somerset House). Ele era da opinião de que Roger Bacon , considerado o fundador da alquimia na Inglaterra, estivera sem sucesso em busca da Pedra Filosofal porque havia cruzado a fronteira do oculto em um pacto com o diabo.
Seu trabalho era cansativo e exigente, exigindo-lhe, entre outras coisas, manter um fogo queimando a uma temperatura constante. Muitas vezes ele acordava à noite, preocupado que as coisas não estavam indo bem. Preocupações com os empregados, incêndios e o custo do combustível eram preocupações constantes. Ele também foi perseguido por uma má sorte constante: "Deus me envie mais sorte, ou então estou completamente desanimado e mudarei da filosofia para a criação e me levará ao arado." Quando a Inglaterra entrou em guerra com a França em 1557, o juiz de paz local, que parece ter sido um inimigo pessoal, garantiu que Thomas fosse forçado ao serviço militar. Em frustração, ele levou um machado para seu equipamento, quebrando copos e potes igualmente. Destemido, Charnock estava de volta às suas experiências sete anos depois.
O próprio Charnock estava sempre ciente da ambiguidade de sua arte, avisando que Roger Bacon ,  o fundador da alquimia inglesa , aproximara-se perigosamente do ocultismo e, em última análise, não tivera sucesso em sua busca pela Pedra porque o Diabo era seu familiar. Sua própria busca pela Pedra prosseguiu em face de um fracasso após o outro. Mesmo assim, ele manteve seus fogos acesos durante três anos constantemente, o que "trouxe-lhe mais alegria do que quaisquer bens mundanos".
Após a sua morte, em abril de 1581 e foi enterrado na igreja de Otterhampton, perto de Bridgwater. . Foi relatado que ninguém moraria em sua antiga casa de campo, que era "problemática e assombrada por espíritos e que seu proprietário tinha a reputação de ser uma pessoa problemática e um mago". 
Dele vem um livro alquimista imaginativo em versos ingleses antigos, The Breviary of Natural Philosophy (1557), parcialmente autobiográfico, que foi incluído no Theatrum Chemicum Britannicum (1652). Nele, o editor Elias Ashmole, que procurou especificamente por informações sobre ele, também outros fragmentos dele foram tirados (Aenigma ad Alchimiam, 1572). Ele deixou cadernos. Um livro seu foi dedicado a Elizabeth I (1565) foi considerado perdido, mas foi redescoberto na Biblioteca Britânica (era propriedade de William Cecil, Lord Burghley). Além de Ashmole, outros livros antiquários também o pesquisaram e pequenas biografias de Thomas Fuller (1662, Worthies of England) apareceram, John Aubrey e Anthony Wood (1692). A informação veio em parte de um clérigo (Paschall), que remexeu na década de 1680 na aldeia Combwich também a residência e manuscritos encontrados.

## Família
Charnock casou-se, em 1562, com Agnes Norden, e estabeleceu-se em Stockland Bristol, em Somersetshire. 

## Obras
Os trabalhos seguintes, atribuídos a Charnock, foram impressos no Theatrum Chemicum Britannicum de  Elias Ashmole .
- Breviário de Filosofia . 1557. Um relato autobiográfico das experiências alquimistas de Charnock. [3]
- Aenigma ad Alchimiam . 1572
- Aenigma de Alchimiae . 1572
- Fragmentos copiados. Da própria escrita da mão de Thomas Charnock. 1574

### Alquimistas ingleses

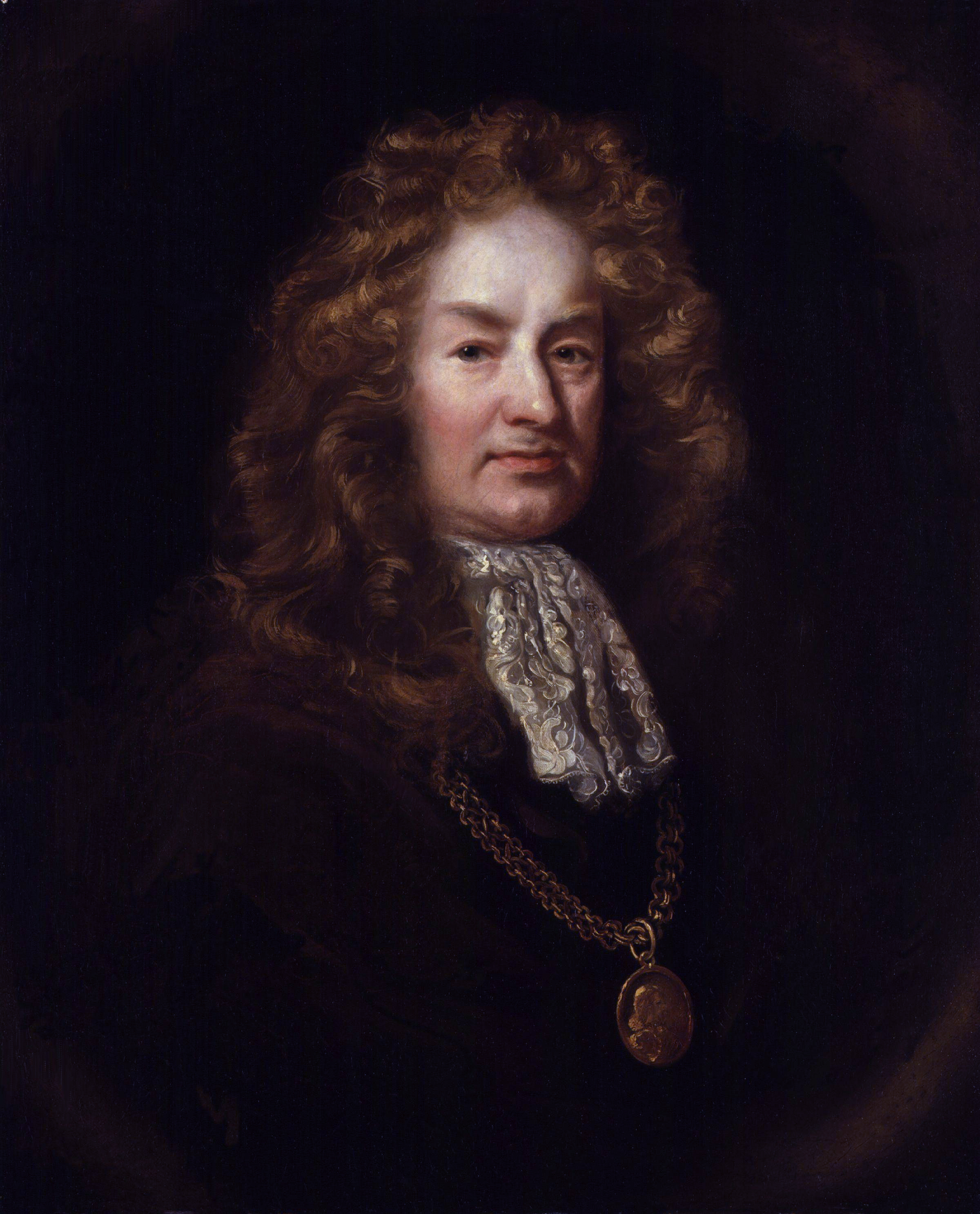
Elias Ashmole (1617-1692)
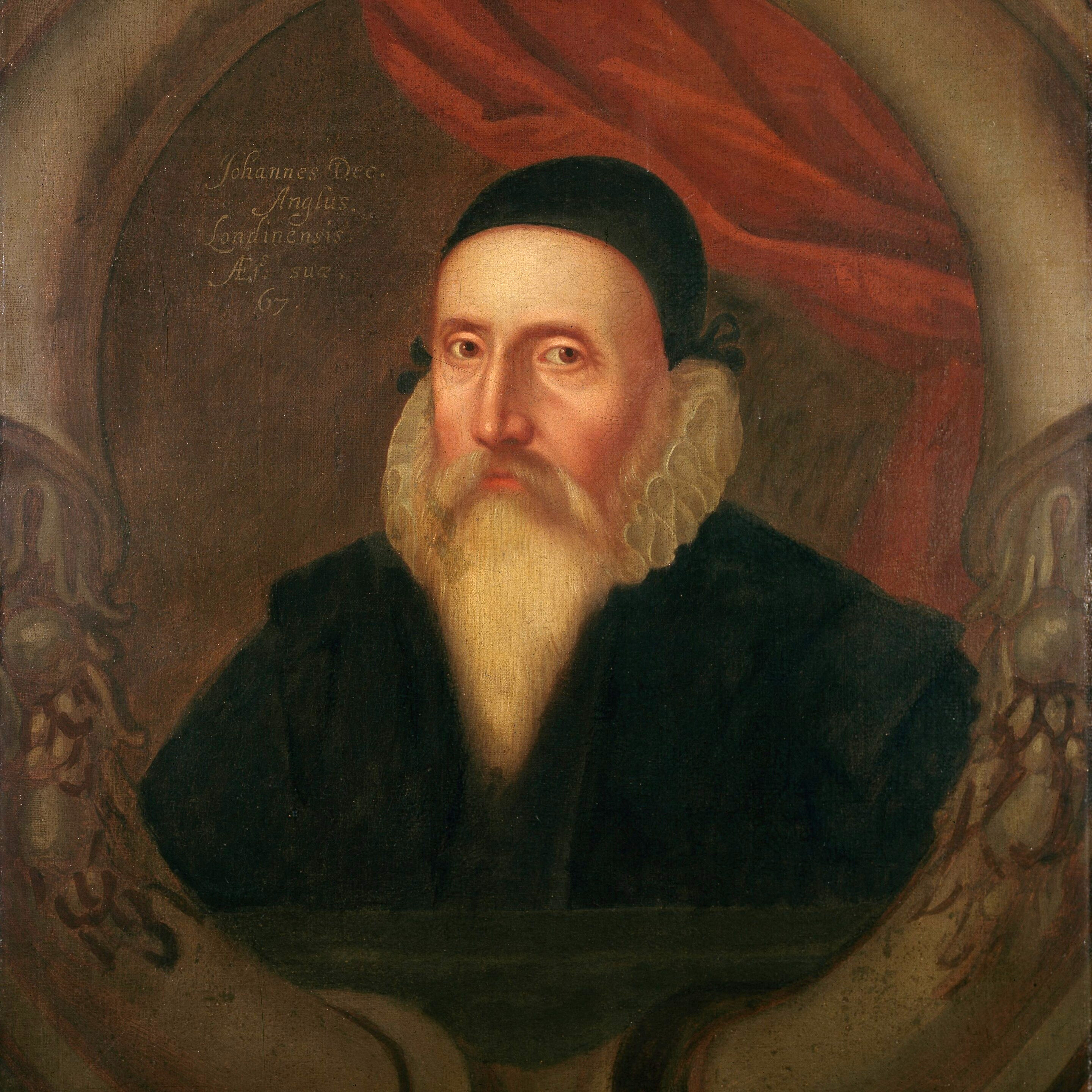
John Dee (1527-1608)
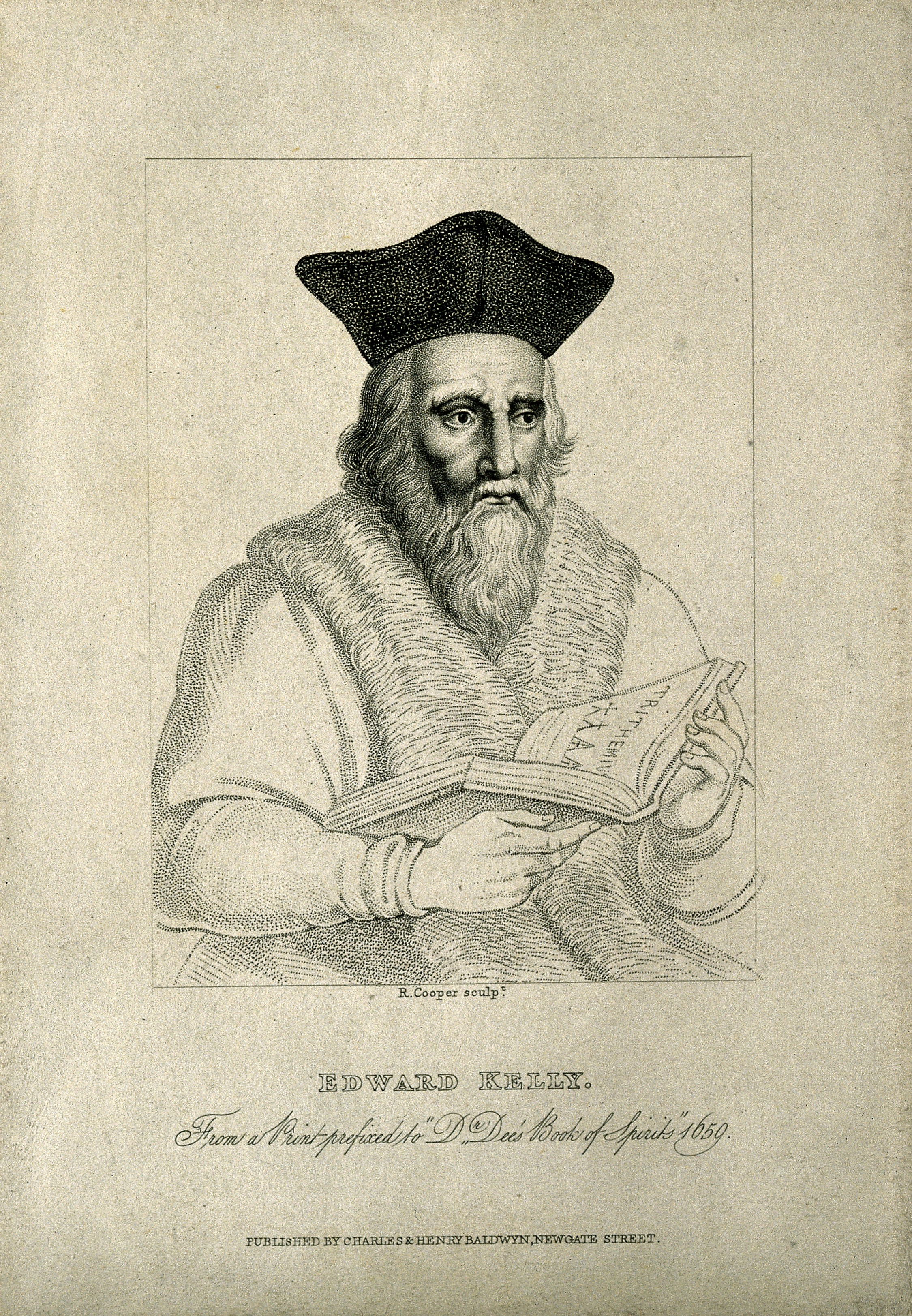
Edward Kelley (1555-1597)
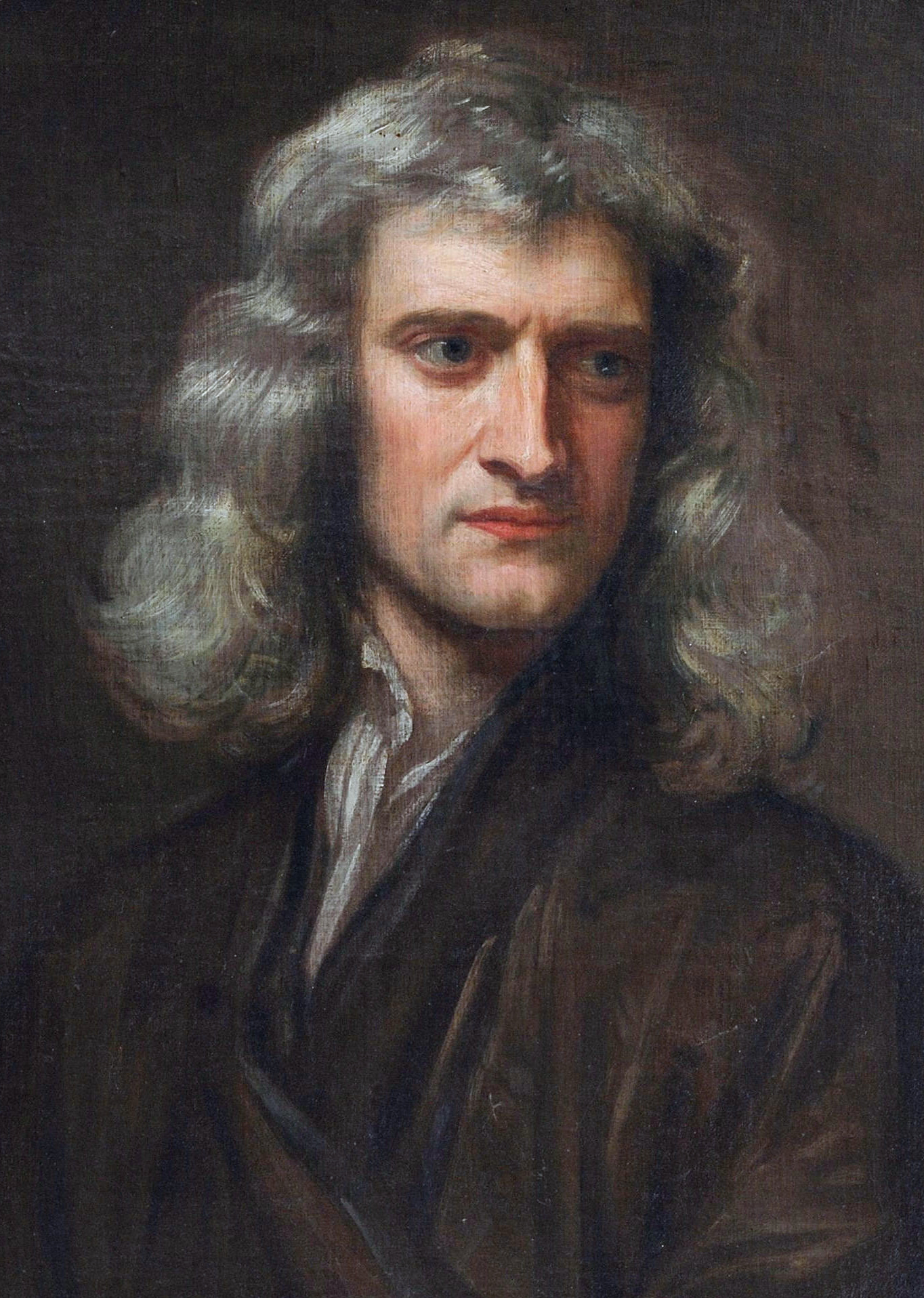
Isaac Newton (1643-1727)
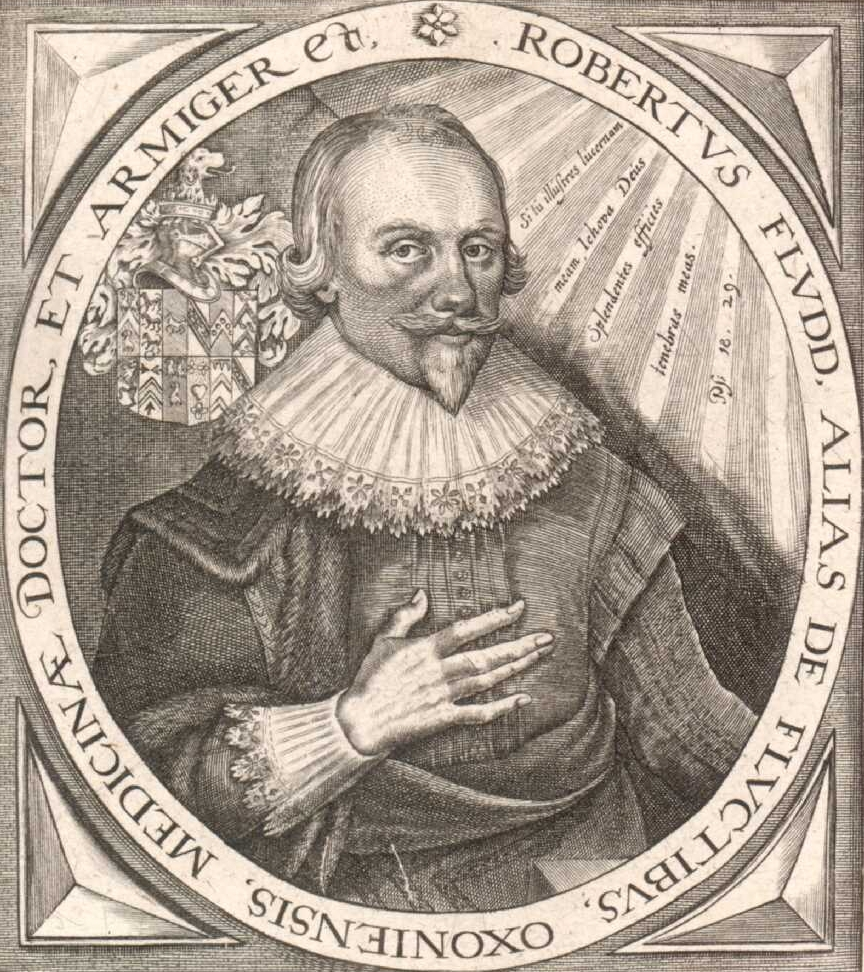
Robert Fludd (1574-1637)
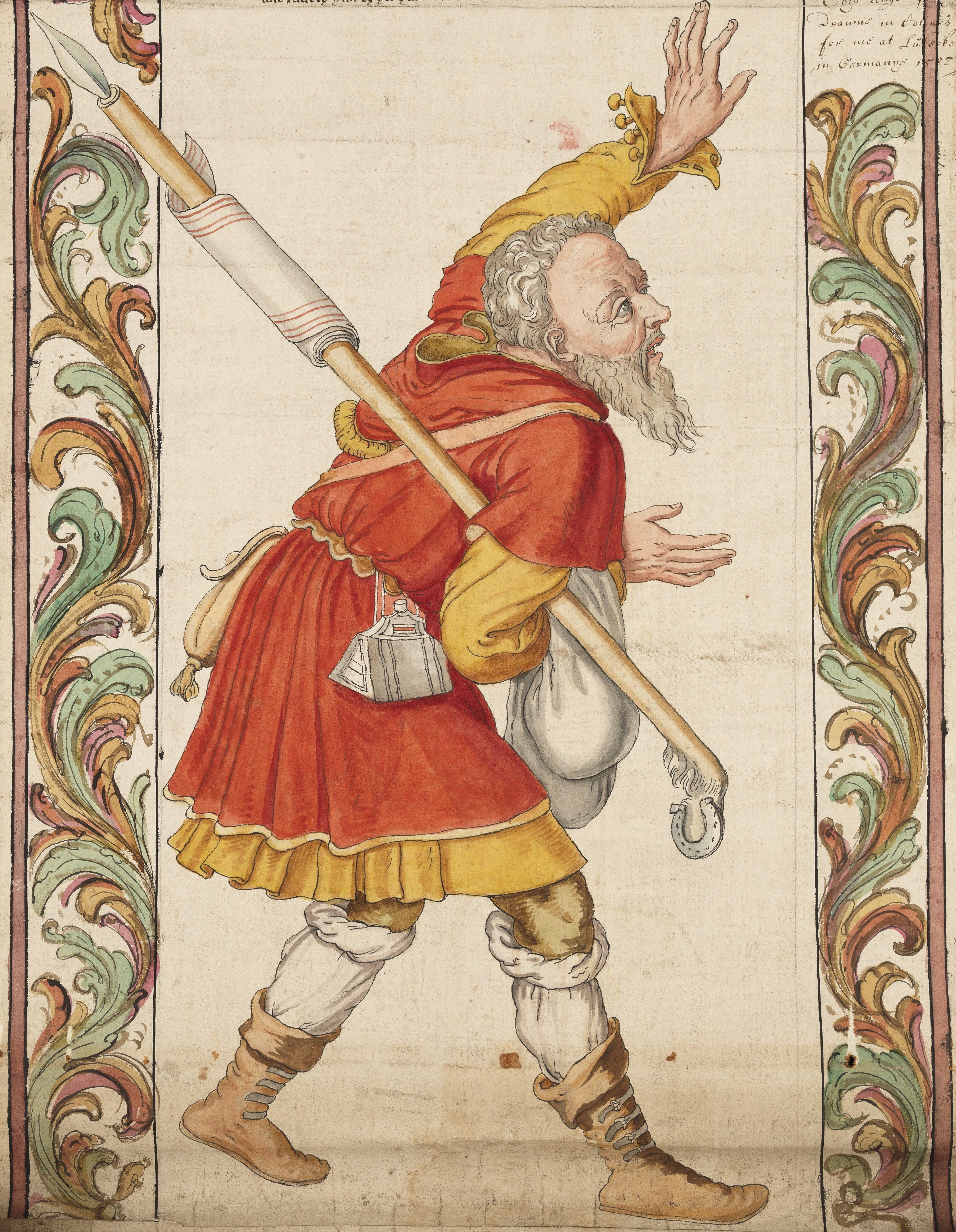
George Ripley (1415-1490)
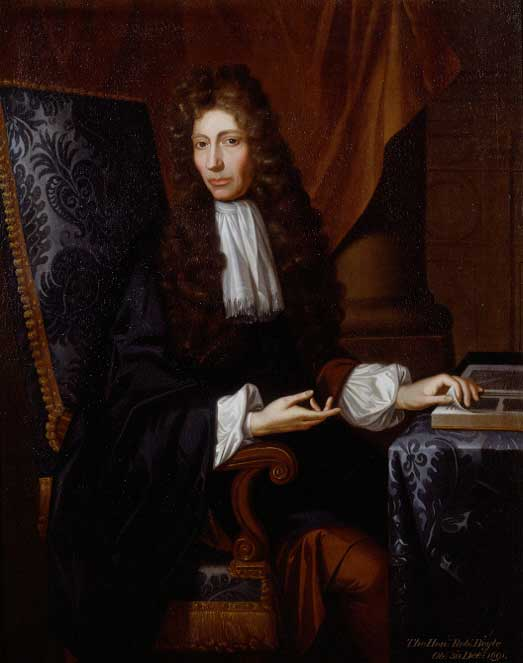
Robert Boyle (1627-1691)
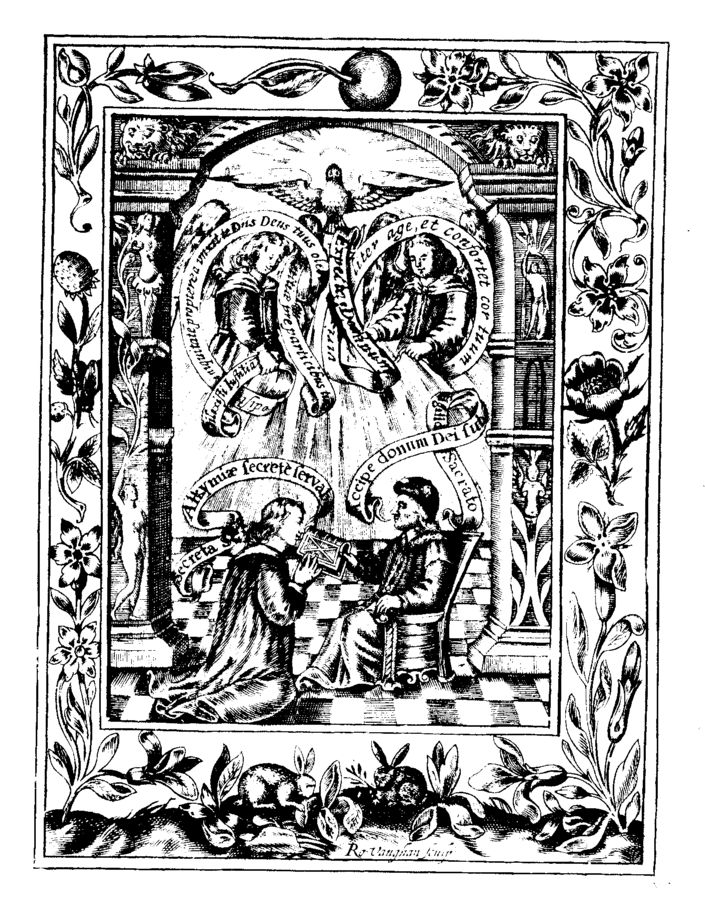
Thomas Norton (1532-1584)
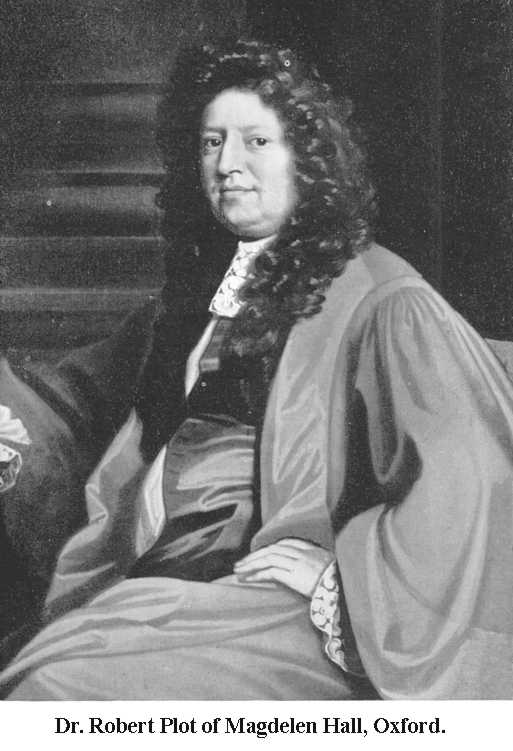
Robert Plot (1640-1696)
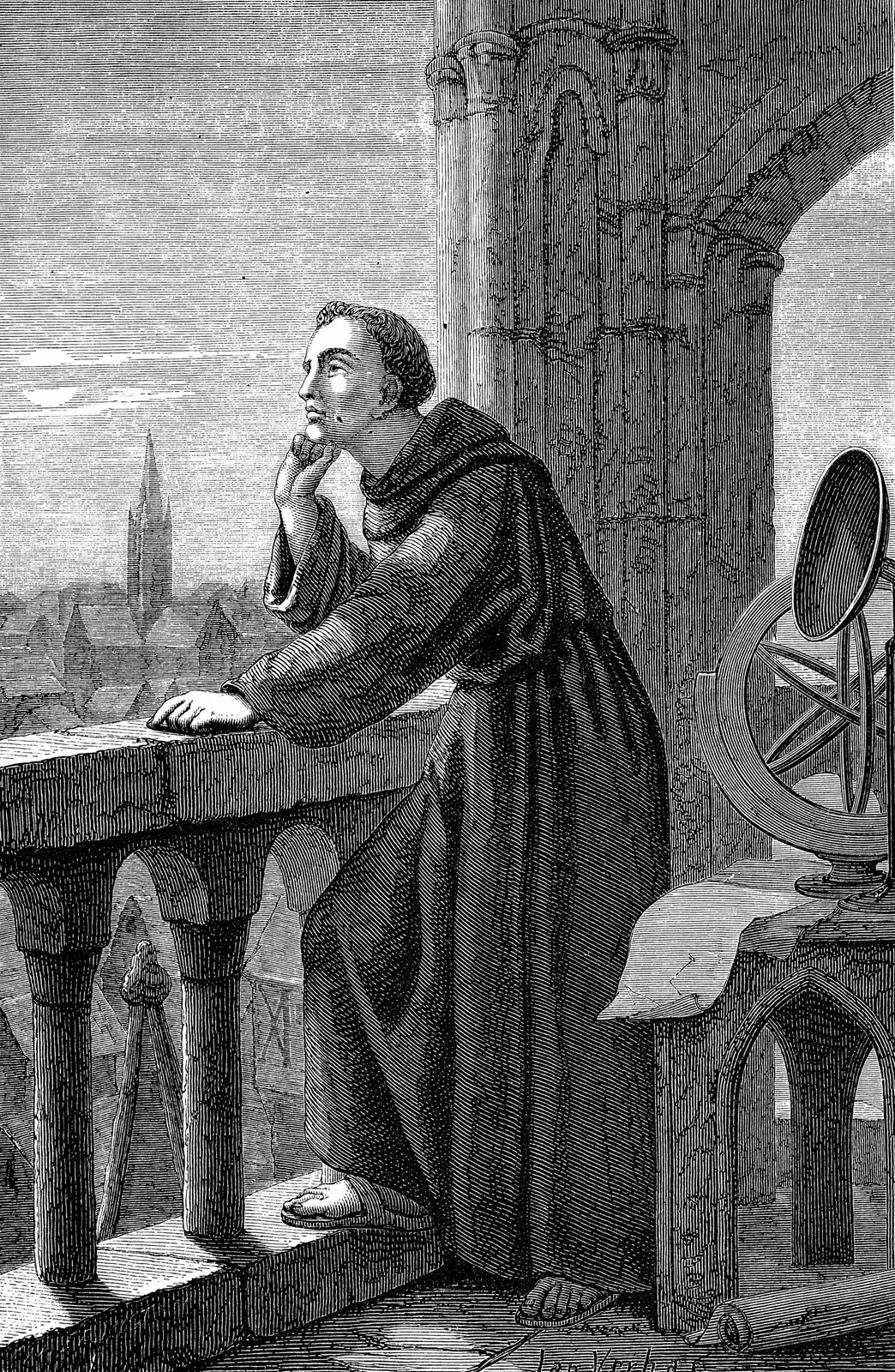
Roger Bacon (1219-1292)
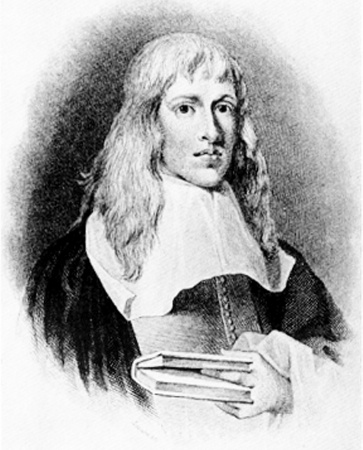
Francis Willughby (1635-1672)
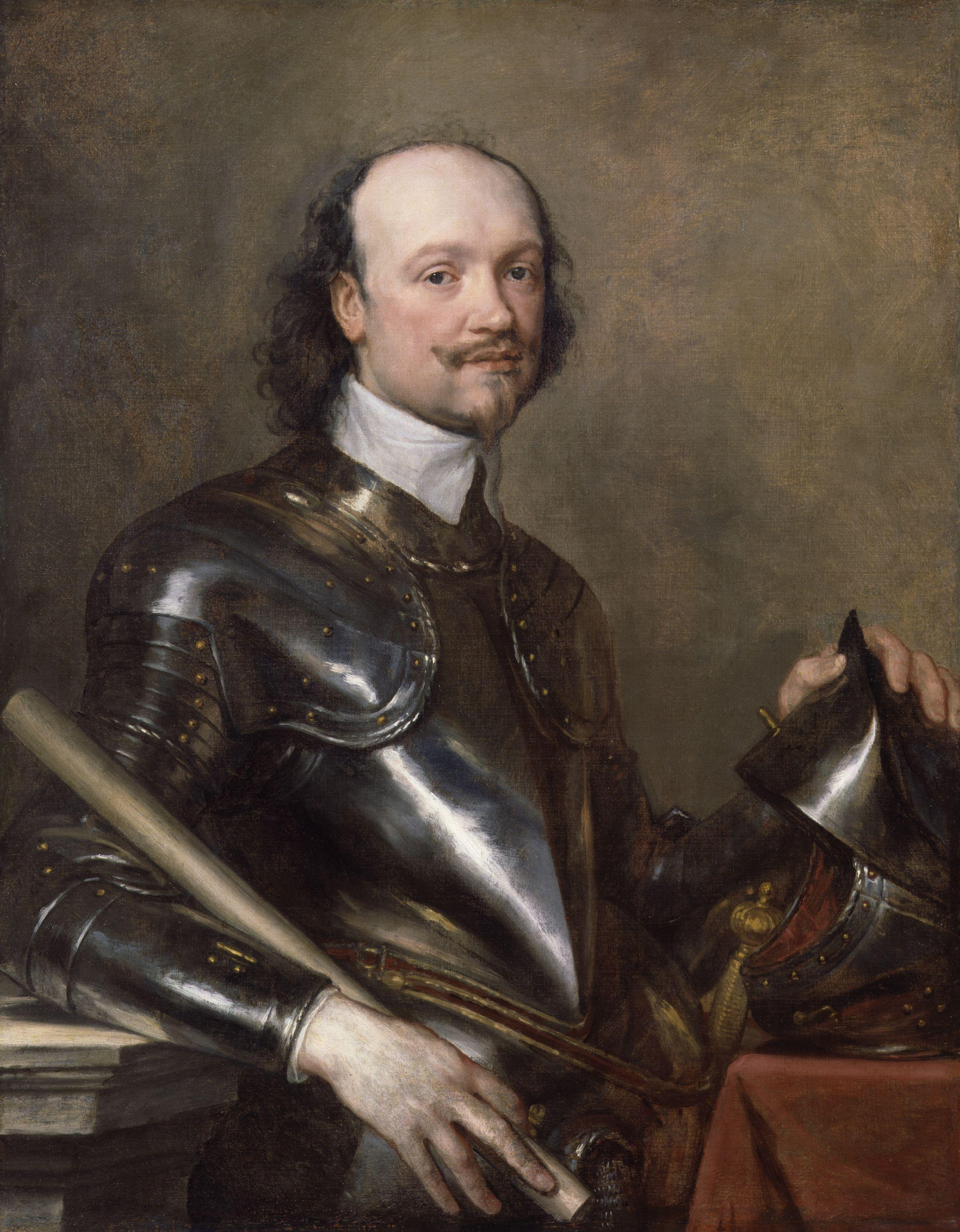
Kenelm Digby (1603-1665)
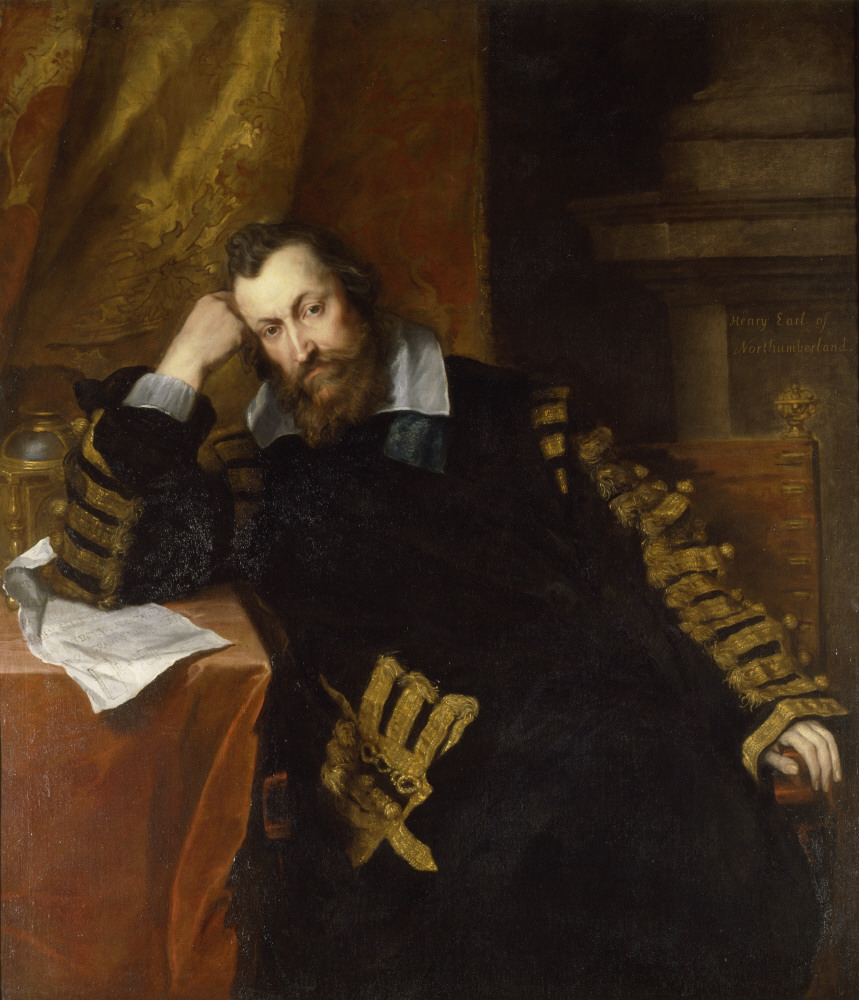
Henrique Percy, 9º Conde da Nortúmbria, (1564–1632)
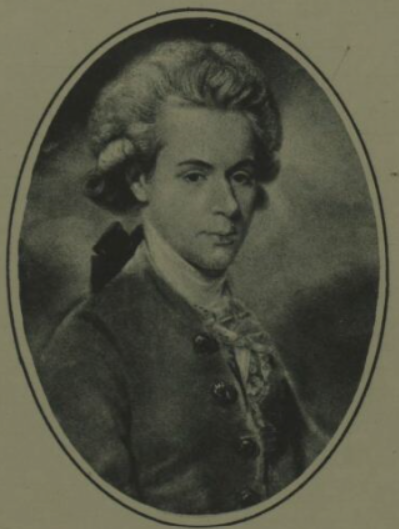
James Price (1752-1783)
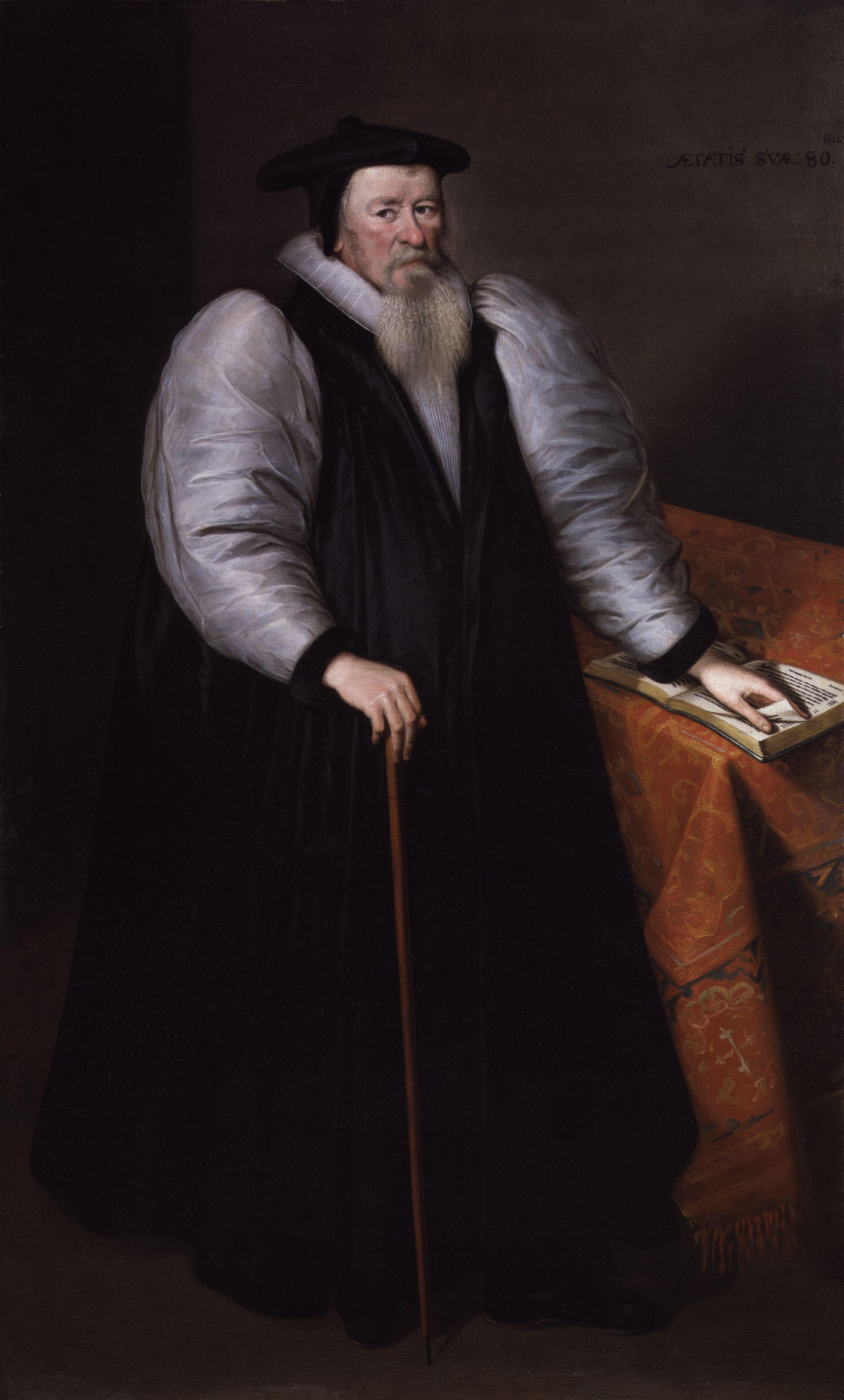
John Thornborough (1551-1641)
John Pordage(1607-1681)John Pordage (1607-1681)

DNB bio Este artigo incorpora texto de uma publicação agora em domínio público:  Clerke, Agnes Mary (1887). "Charnock, Thomas". Em Stephen, Leslie. Dicionário da Biografia Nacional. 10. Londres: Smith, Elder & Co.Charnock, ThomasStephen, Leslie